# Андреас Куруклис
Андреас Куруклис (на гръцки: Ανδρέας Κουρούκλης) е гръцки офицер и революционер, деец на Гръцката въоръжена пропаганда в Македония от началото на XX век.

## Биография
Става военен и стига офицерски чин в гръцката армия. Куруклис се включва в гръцката въоръжена пропаганда в Македония. Назначен е като в гръцкото консулство в Солун. Действа там с псевдонима Коливас (Κολυβάς). Константинос Мазаракис го определя като агент от първи ред.